# Agatangelo di Roma
Agatangelo (in latino Agathangelus; Roma, III secolo – Ancira, 312) è stato un diacono che subì il martirio ed è venerato come santo dalla Chiesa cattolica.

## Agiografia
Agatangelo era un diacono romano, discepolo di Clemente di Ancira, che incontrò quando questi fu imprigionato a Roma dall'imperatore Diocleziano.
Fece con lui il viaggio di ritorno ad Ancira, e lì nel 312 entrambi furono decapitati durante il regno dell'imperatore Massimino.

## Culto
Secondo il calendario gregoriano, il giorno di festa suo e di Clemente è il 23 gennaio, corrispondente al 5 febbraio secondo il calendario giuliano, che viene utilizzato in alcuni paesi ortodossi orientali.

Dal Martirologio Romano: